# Emilio de Alcaraz
Emilio (de) Alcaraz y Francés, vizconde de Solís (¿? - Madrid, 8 de octubre de 1879), fue un periodista, dramaturgo, político y escritor español.

## Biografía
Dirigió El Conservador, y mediante medios no muy ortodoxos llegó a ser elegido diputado de Cánovas por Badajoz; casó con doña María Joaquina Fernández del Pino y Tavira. Ostentó el título rehabilitado de vizconde de Solís. Escribió novelas, así como dramas históricos en verso, el más celebrado de los cuales es Calderón, estrenado el 29 de noviembre de 1870 en el Teatro Lope de Rueda de Madrid. Sostuvo un epistolario con Francisco de la Parte.

## Obras

### Teatro
- Calderón Madrid, P. López, 1870, drama en tres actos y en verso.
- Un ente como hay muchos, Madrid: González, 1855, comedia en dos actos.
- La torre del Duero, drama en dos actos y prólogo. Madrid: Imprenta de C. Gonzalez, 1855.
- Kuser o los bandos en Holanda. Drama histórico en tres actos y en verso. Madrid: Círculo Literario Comercial (Imp. del Agente Industrial Minero), 1856.

### Narrativa
- Daniel, ó, La corte del rey Ordoño: novela histórica, 1864

### Varios
- Cartas de Emilio Alcaraz a Francisco de la Parte, 1872.

- Datos: Q5831378